# У̂
Cette page contient des caractères spéciaux ou non latins. S’ils s’affichent mal (▯, ?, etc.), consultez la page d’aide Unicode.
Le ou accent circonflexe (capitale У̂, minuscule у̂) est une lettre de l’alphabet cyrillique utilisée en oudihé. Elle est composée d’un У avec un accent circonflexe.

## Utilisations
La lettre cyrillique ou accent circonflexe ‹ у̂ › a été utilisée dans l’orthographe ukrainienne maximovitchivka (uk) proposée par Mikhaïl Maximovitch en 1827.

## Représentation informatique
Le ou accent circonflexe peut être représenté avec les caractères Unicode suivants (cyrillique, diacritiques) :
| formes    | représentations | chaînes de caractères | points de code | descriptions                                                  |
| --------- | --------------- | --------------------- | -------------- | ------------------------------------------------------------- |
| capitale  | У̂               | У◌̂                    | U+0423 U+0302  | lettre majuscule cyrillique ou diacritique accent circonflexe |
| minuscule | у̂               | у◌̂                    | U+0443 U+0302  | lettre minuscule cyrillique ou diacritique accent circonflexe |